# Thunbergia parvifolia
Thunbergia parvifolia är en akantusväxtart som beskrevs av Gustav Lindau. Thunbergia parvifolia ingår i släktet thunbergior, och familjen akantusväxter. Inga underarter finns listade i Catalogue of Life.